# 薛濬
薛濬（?—?），字道赜，河东郡汾阴县（今山西省万荣县西南）人，出自河东薛氏西祖第二房，刑部尚书、内阳公薛胄之从祖弟。
薛濬父亲薛琰，北周渭南郡太守。薛濬年少丧父，早孤，养母以孝闻名。幼年好学，有品行，到长安寻师。当时西魏刚刚平定江陵，何妥归顺北朝，见到薛濬感觉并赔偿，授给他经书学业。北周天和年间，薛濬袭爵虞城侯，历任纳言上士、新丰县令。隋文帝开皇初年，擢升为尚书虞部侍郎，再转任考功侍郎。隋文帝听说薛濬事母至孝，因为他母亲年老，赐给舆服机杖，四时珍味，当时以为荣耀。后来他母亲得病，薛濬外表忧伤憔悴，亲故都不认识了。其母去世，皇帝下诏鸿胪监护丧事，归葬夏阳。当时隆冬极寒，薛濬丧服赤脚，冒着霜雪，自京归乡，五百余里，脚冻的脚趾头都掉了，疮血流离，朝野为他伤痛。州里助丧的赠物，他都没有接受。不久皇帝让他重新视事，薛濬多次请求守丧期满，皇帝不许。回京后，皇帝见其瘦得太厉害，对群臣说：“我见薛濬哀痛毁损身体，不觉悲伤感怀。”叹息很久。薛濬最后不能承受，病的要死了。其弟薛谟当时为晋王杨广府兵曹参军事，在扬州，薛濬写信给薛谟，表达丧母之痛，勉励弟弟。写完信就死了，时年四十二。有司上奏，隋文帝为他流泪，派使臣带着册书吊祭。其子薛乾福，官至武安郡司仓书佐。
薛濬性情清俭，死时家无遗财。传说薛濬是兒童时，与同宗孩子在水涧旁边游戏。见到一条黄蛇有角和足，召来孩子们一起来看，大家都没有看到。薛濬以为不祥，回去非常忧虑。母亲逼问他，薛濬以实回答。当时有胡僧到家要饭，薛濬母惊恐地告诉他，僧人说：“这是孩子吉祥的应兆。这个孩子早有名位，但是年寿不过六七。”说完就出去了，忽然不见，时人都很惊异。最后四十二岁去世，六七之言，于是应验。

## 延伸阅读
[在维基数据编辑]
 《隋書·卷72》，出自魏徵《隋书》